# Oumar Gonzalez
Oumar Gonzalez, né le 25 février 1998 à Douala, est un footballeur camerounais qui occupe le poste de défenseur central à Al-Raed FC.

## Biographie

### En club

#### Premier contrat pro au FC Metz et prêts successifs
Après avoir été formé dans différents clubs de la région marseillaise, il rejoint le centre de formation du FC Metz en 2013 où il intègre les U17 Nationaux. Après deux saisons dans cette catégorie, il signe son premier contrat professionnel d'une durée de trois ans et intègre l'équipe fanion. Pour sa première saison, il n'apparaît pas une seule fois dans le groupe pro et évolue en équipes de jeunes ou en équipe réserve avec laquelle il dispute 11 matchs et inscrit un but en National 3.
Lors de la saison 2016-2017, il est prêté au SAS Épinal en National 1. Il dispute son premier match sous la tunique vosgienne le 9 septembre 2016 lors d'un match nul 1-1 face au CA Bastia. Il inscrit son premier but trois semaines plus tard face au CS Sedan-Ardennes et offre la victoire 2-1 à son équipe. À l'issue du championnat, l'équipe termine en position de premier relégable synonyme de descente en National 2.
Lors de la saison suivante, il est prêté au Rodez AF, fraîchement promu en National 1. Il débute sous ses nouvelle couleurs le 22 septembre 2017 lors d'une victoire 3-1 sur la pelouse de l'Entente Sannois Saint-Gratien. Il peine à intégrer le onze titulaire mais inscrit tout de même un but lors de la victoire 2-1 face au Stade lavallois.
Après avoir prolongé jusqu'en 2020 avec le club messin, il est prêté au FC Villefanche Beaujolais pour la saison 2018-2019. Il fait ses débuts le 3 août 2018 contre l'Entente Sannois Saint-Gratien (1-1). Pour sa troisième saison consécutive en National 1, il parvient à s'imposer comme titulaire et inscrit un but lors de la victoire 3-1 contre l'US Quevilly-Rouen Métropole.

#### FC Chambly Oise
Libéré de sa dernière année de contrat par le FC Metz, il s'engage pour une année (plus une en option en cas de maintien) avec le FC Chambly Oise en juillet 2019. Le défenseur camerounais découvre donc la Ligue 2 à l'instar de son nouveau club qui atteint pour la première fois de son histoire le monde professionnel. Il fait ses débuts le 26 juillet 2019 lors de la victoire 1-0 contre le Valenciennes FC. Avant l'arrêt des compétitions dû à la pandémie de Covid-19, il dispute 23 matchs et inscrit un but face à La Berrichonne de Châteauroux (victoire 3-0). Les championnats ne reprennent pas et le club termine donc à une honorable 10e place. Sa deuxième saison dans l'Oise est plus compliquée sur le plan personnel et collectif. En effet, il ne dispute que 19 rencontres, notamment à cause de blessures et de tests positifs au Covid-19. De plus, l'équipe termine à la 19e place et se voit reléguée en National 1.

#### AC Ajaccio
Après avoir repoussé une offre de prolongation de Chambly, il s'engage librement avec l'AC Ajaccio. Il joue son premier match le 31 juillet 2021 lors de la réception de l'Amiens SC (victoire 3-1). Il participe grandement au très bon début de saison du club corse puisqu'il inscrit trois buts lors des six premières journées.

### En équipe nationale
Il reçoit sa première sélection en équipe du Cameroun olympique le 8 novembre 2019, lors de la Coupe d'Afrique des nations des moins de 23 ans 2019 contre le Ghana (1-1). Il dispute comme titulaire l'intégralité des matchs de poules, desquelles le Cameroun ne sortira pas.
Le 28 décembre 2023, il est retenu dans la liste des vingt-sept joueurs camerounais sélectionnés par Rigobert Song pour disputer la Coupe d'Afrique des nations 2023.

## Statistiques par saison
| Saison                | Club                             | Championnat           | Championnat | Championnat | Championnat | Coupe(s) nationale(s) | Coupe(s) nationale(s) | Coupe(s) nationale(s) | Supercoupe | Supercoupe | Supercoupe | Compétition(s) continentale(s) | Compétition(s) continentale(s) | Compétition(s) continentale(s) | Compétition(s) continentale(s) | Cameroun | Cameroun | Cameroun | Total | Total | Total |
| Saison                | Club                             | Division              | M.          | B.          | P.d.        | M.                    | B.                    | P.d.                  | M.         | B.         | P.d.       | Comp.                          | M.                             | B.                             | P.d.                           | M.       | B.       | P.d.     | M.    | B.    | P.d.  |
| 2016-2017             | SAS Épinal (prêt)                | National              | 2           | 2           | 0           | 1                     | 0                     | -                     | -          | -          | -          | -                              | -                              | -                              | -                              | -        | -        | -        | 3     | 2     | 0     |
| 2017-2018             | Rodez AF (prêt)                  | National              | 2           | 1           | 0           | -                     | -                     | -                     | -          | -          | -          | -                              | -                              | -                              | -                              | -        | -        | -        | 2     | 1     | 0     |
| 2018-2019             | FC Villefanche Beaujolais (prêt) | Ligue 2               | 4           | 1           | 0           | 3                     | 0                     | 0                     | -          | -          | -          | -                              | -                              | -                              | -                              | -        | -        | -        | 7     | 1     | 0     |
| Sous-total            | Sous-total                       | Sous-total            | 8           | 4           | 0           | 4                     | 0                     | 0                     | -          | -          | -          | -                              | 0                              | 0                              | 0                              | 0        | 0        | 0        | 12    | 4     | 0     |
| 2019-2020             | FC Chambly                       | Ligue 2               | 21          | 1           | 1           | 1                     | 0                     | 0                     | -          | -          | -          | -                              | -                              | -                              | -                              | -        | -        | -        | 22    | 1     | 1     |
| 2020-2021             | FC Chambly                       | Ligue 2               | 19          | 1           | 1           | -                     | -                     | -                     | -          | -          | -          | -                              | -                              | -                              | -                              | -        | -        | -        | 19    | 1     | 1     |
| Sous-total            | Sous-total                       | Sous-total            | 40          | 2           | 2           | 1                     | 0                     | 0                     | -          | -          | -          | -                              | 0                              | 0                              | 0                              | 0        | 0        | 0        | 41    | 2     | 2     |
| 2021-2022             | AC Ajaccio                       | Ligue 2               | 34          | 3           | 0           | -                     | -                     | -                     | -          | -          | -          | -                              | -                              | -                              | -                              | -        | -        | -        | 34    | 3     | 0     |
| 2022-2023             | AC Ajaccio                       | Ligue 1               | 30          | 0           | 0           | 2                     | 0                     | 0                     | -          | -          | -          | -                              | -                              | -                              | -                              | 1        | 0        | 0        | 33    | 0     | 0     |
| Sous-total            | Sous-total                       | Sous-total            | 64          | 3           | 0           | 2                     | 0                     | 0                     | -          | -          | -          | -                              | 0                              | 0                              | 0                              | 1        | 0        | 0        | 67    | 3     | 0     |
| 2023-2024             | Al-Raed FC                       | SPL                   | 31          | 3           | 0           | -                     | -                     | -                     | -          | -          | -          | -                              | -                              | -                              | -                              | 6        | 0        | 0        | 37    | 3     | 0     |
| 2024-2025             | Al-Raed FC                       | SPL                   | 27          | 3           | 0           | 3                     | 0                     | 1                     | -          | -          | -          | -                              | -                              | -                              | -                              | 6        | 0        | 0        | 36    | 3     | 1     |
| Sous-total            | Sous-total                       | Sous-total            | 58          | 6           | 0           | 3                     | 0                     | 1                     | -          | -          | -          | -                              | 0                              | 0                              | 0                              | 6        | 0        | 0        | 67    | 6     | 1     |
| Total sur la carrière | Total sur la carrière            | Total sur la carrière | 170         | 15          | 2           | 10                    | 0                     | 1                     | 0          | 0          | 0          | -                              | 0                              | 0                              | 0                              | 7        | 0        | 0        | 187   | 15    | 3     |